# 横網
横網（よこあみ）は、東京都墨田区の地名。現行行政地名は横網一丁目および横網二丁目。住居表示実施済み区域。

## 地理
地名の由来は江戸時代初期に海苔干場があり、海苔採り網を干す風景からついた説がある。
東京都墨田区の南西部、本所地域内に位置する町。墨田区役所の南方約1.1kmにある。北で本所、東で石原および亀沢、南で両国、西で隅田川を境に対岸に台東区蔵前および柳橋と隣接する。町域の東辺を清澄通り、西辺を隅田川と接し、同川の上空を首都高速道路の高架橋が走る。丁目は、町域の南側から横網一丁目、北側が同二丁目。
両国駅の北隣に両国国技館や江戸東京博物館がある。両国国技館の北隣には旧安田庭園がある。旧安田庭園の一角にはドーム型屋根を持つ両国公会堂があったが、老朽化と耐震性の問題から2001年（平成13年）に使用停止、2015年（平成27年）に解体された。跡地には刀剣博物館が新築され、2018年（平成30年）開館した。
旧安田庭園の北東側、清澄通りと蔵前橋通りに面した角の一角には都立横網町公園がある。ここは関東大震災で多数の犠牲者を出した陸軍本所被服廠跡地で（ちなみに震災当時は既に「跡地」であった）、東京都立公園の中でも慰霊を目的とした特異な存在である。敷地内には震災犠牲者と東京大空襲犠牲者を祀る東京都慰霊堂や震災復興記念館、東京空襲犠牲者追悼碑などが建てられており、毎年3月10日と9月1日には慰霊法要が営まれる。
また両国国技館、江戸東京博物館の北側には、NTTドコモ墨田ビルがあり、その中には、NTTドコモ歴史展示スクエアというNTTドコモの携帯電話、PHS、ポケットベル、衛星電話、船舶電話といった、通信機器の科学館がある。
なお、両国国技館や相撲関連施設の存在から「横綱（よこづな）」と誤記・誤読されることがあるが、正しくは「横網（よこあみ）」である。このことは両国国技館にある街区表示板にも、「あみ」を強調するような張り紙がされていたことがある。江戸時代から存在する由緒ある地名であるが、1960年代半ばには、世間話程度のものではあるものの、区から「横綱」への改名を打診されたこともある。

## 歴史
- 1875年（明治8年）12月17日 - 横網一丁目から出火。被害約200戸[7]。

## 世帯数と人口
2025年（令和7年）3月1日現在（墨田区発表）の世帯数と人口は以下の通りである。
| 丁目       | 世帯数  | 人口    |
| ---------- | ------- | ------- |
| 横網一丁目 | 143世帯 | 309人   |
| 横網二丁目 | 794世帯 | 1,264人 |
| 計         | 937世帯 | 1,573人 |

### 人口の変遷
国勢調査による人口の推移。
| 年                 | 人口  |
| ------------------ | ----- |
| 1995年（平成7年）  | 886   |
| 2000年（平成12年） | 1,146 |
| 2005年（平成17年） | 1,176 |
| 2010年（平成22年） | 1,287 |
| 2015年（平成27年） | 1,539 |
| 2020年（令和2年）  | 1,625 |

### 世帯数の変遷
国勢調査による世帯数の推移。
| 年                 | 世帯数 |
| ------------------ | ------ |
| 1995年（平成7年）  | 355    |
| 2000年（平成12年） | 488    |
| 2005年（平成17年） | 482    |
| 2010年（平成22年） | 592    |
| 2015年（平成27年） | 718    |
| 2020年（令和2年）  | 783    |

## 学区
区立小・中学校に通う場合、学区は以下の通りとなる（2022年9月時点）。
| 丁目       | 番地 | 小学校             | 中学校             |
| ---------- | ---- | ------------------ | ------------------ |
| 横網一丁目 | 全域 | 墨田区立二葉小学校 | 墨田区立両国中学校 |
| 横網二丁目 | 全域 | 墨田区立二葉小学校 | 墨田区立両国中学校 |

## 交通

### 鉄道
- 東日本旅客鉄道
  - 総武本線（中央・総武線各駅停車）：両国駅
- 東京都交通局（都営地下鉄）
  - 大江戸線：両国駅

### 道路
- 首都高速道路
  - 6号向島線
- 都道
  - 315号御徒町小岩線（蔵前橋通り）
  - 463号上野月島線（清澄通り）

橋梁
- 隅田川
  - 蔵前橋（東京都道315号御徒町小岩線（蔵前橋通り））

## 事業所
2021年（令和3年）現在の経済センサス調査による事業所数と従業員数は以下の通りである。
| 丁目       | 事業所数  | 従業員数 |
| ---------- | --------- | -------- |
| 横網一丁目 | 101事業所 | 3,368人  |
| 横網二丁目 | 66事業所  | 2,098人  |
| 計         | 167事業所 | 5,466人  |

### 事業者数の変遷
経済センサスによる事業所数の推移。
| 年                 | 事業者数 |
| ------------------ | -------- |
| 2016年（平成28年） | 171      |
| 2021年（令和3年）  | 167      |

### 従業員数の変遷
経済センサスによる従業員数の推移。
| 年                 | 従業員数 |
| ------------------ | -------- |
| 2016年（平成28年） | 5,405    |
| 2021年（令和3年）  | 5,466    |

## 施設
- 両国国技館
  - 日本相撲協会
- 墨田区立両国中学校
- 日本大学第一中学校・高等学校
- 安田学園中学校・高等学校
- レイクランド大学ジャパン・キャンパス
- 江戸東京博物館
- 相撲博物館
- NTTドコモ歴史展示スクエア
- 旧安田庭園
- 同愛記念病院
- 横網町公園
- 報知新聞社東京本社 - スポーツ新聞『スポーツ報知』発行元。2022年6月10日、港区港南の旧社屋から両国国技館隣の新社屋（日本相撲協会所有のビル）に移転。

## その他

### 日本郵便
- 郵便番号 : 130-0015[3]（集配局 : 本所郵便局[17]）。